# Young Hollywood Awards
Los Young Hollywood Awards. También conocidos como Movieline’s Young Hollywood Awards, fueron presentados anualmente organizados por la compañía multimedia Penske Media Corporation, propietaria de Variety, que honraron los mayores logros en pop, películas, deportes, televisión, moda y más, según los votos de adolescentes de 13 a 19 años y adultos jóvenes.Las ceremonias de entrega también honraron a los jóvenes artistas emergentes y prometedores de Hollywood. La ceremonia de premiación usualmente presentaba un gran número de celebridades y artistas musicales en vivo, entre los que pasaron artistas como Taylor Swift, Selena Gomez y Nick Jonas.
Comenzaron a realizarse el año 1999. Mientras que su última edición se llevó a cabo en el año 2014.

## Categorías
A lo largo de las distintas ediciones, diversas fueron votadas, siendo muchas de las categorías discontinuadas a lo largo de los años.En su última edición del año 2014, dichas categorías fueron:
- Premio Young Hollywood al mejor crossover.
- Premio Young Hollywood a la mejor actuación revelación - femenino.
- Premio Young Hollywood a la mejor actuación revelación - masculino.
- Premio Young Hollywood a la actuación destacada de un actor joven - femenino.
- Premio Young Hollywood a la actuación destacada de un actor joven - masculino.
- Premio Young Hollywood al #SocialMediaSuperstar.
- Premio Young Hollywood al cuerpo más sexy (del trabajo).
- Premio Young Hollywood al mejor trío.
- Premio Young Hollywood a la mejor química en pantalla.
- Premio Young Hollywood a la mejor química de reparto - cine.
- Premio Young Hollywood a la mejor química de reparto - TV.
- Premio Young Hollywood al mejor bromance.
- Premio Young Hollywood a We Love to Hate You.
- Premio Young Hollywood al superhéroe.
- Premio Young Hollywood al comediante del año.
- Premio Young Hollywood al artista del año.
- Premio Young Hollywood al artista revelación.
- Premio Young Hollywood al ícono de estilo.
- Premio Young Hollywood al mejor atleta.
- Premio Young Hollywood al mejor programa de televisión.
- Premio Young Hollywood a la película favorita.
- Premio Young Hollywood a la superestrella viral.
- Premio Young Hollywood a la mejor canción.
- Premio Young Hollywood a la realeza de los reality.

## Emisión
- Fox Broadcasting Company
- The CW (2013 - 2014).[6]